# Prezident Švýcarska
Prezident Švýcarské konfederace (německy Bundespräsident, francouzsky Président de la Confédération, italsky Presidente della Confederazione, rétorománsky President da la Confederaziun) stojí v čele švýcarské vlády, tedy sedmičlenné Spolkové rady, jež drží výkonnou moc, ovšem jen tu federální, která je poměrně malá a limitovaná velkou výkonnou mocí jednotlivých kantonů. Z hlediska parlamentního systému v sobě slučuje funkci prezidentskou i premiérskou - předsedá schůzím Spolkové rady a přebírá zvláštní reprezentační povinnosti podobné ceremoniálním povinnostem prezidentským. Ovšem přitom vykazuje jeho postavení řadu specifik daných osobitým švýcarským politickým systémem. Je například volený Federálním shromážděním jen na jeden rok. Ač předsedá kabinetu, je v něm "prvním mezi rovnými", nemá žádné pravomoci nad ostatními šesti radními a nadále vede jeden z odborů.
Tradičně si funkci postupně předávají všichni členové rady, a to v pořadí daném senioritou. Každý člen Spolkové rady se proto alespoň jednou za sedm let stane prezidentem. Mandát rady je sice jen čtyřletý, ale vzhledem k tzv. kouzelné formuli, řídící rozdělení moci, se složení rady příliš nemění a je takřka jisté, že se její člen funkce prezidenta dočká. V období rok před tím, než na člena rady „přijde řada“, automaticky zastává funkci místopředsedy Spolkové rady. Prezident není z hlediska ústavy hlavou státu, kolektivní hlavou státu je celá Spolková rada. V zásadě i pozice hlavy vlády je kolektivní. Prezident však přeci jen má v Radě jisté výsady, dojde-li například k rovnosti hlasů (což může nastat i přes lichý počet členů, protože zdržení se hlasování je povoleno a zasedání rady se může konat bez přítomnosti všech členů), má jeho hlas sílu hlasů dvou. 
K reprezentačním povinnostem náležejícím hlavám státu patří například vystoupení na půdě Organizace spojených národů. Na druhou stranu prezident nemůže provádět žádné státní návštěvy. Při cestách do zahraničí vystupuje pouze z titulu své funkce vedoucího konkrétního odboru vlády. Hostující hlavy států musí přijmout všech sedm členů Spolkové rady společně. Mezinárodní smlouvy podepisuje jen prezident, ale jménem rady. Ostatní členové mu k tomu účelu připraví pověřovací listiny. 
Současnou prezidentkou je od 1. ledna 2025 Karin Keller-Sutterová.  

## Historie
Funkce vznikla roku 1848. V 19. století byla volba prezidenta vyznamenáním pro zvláště vážené členy Rady. Méně vlivní členové byli přehlíženi - známým případem byl Wilhelm Matthias Naeff, který – ačkoliv byl 27 let členem Spolkové rady – byl prezidentem pouze jednou, v roce 1853. Ve 20. století se však systém zautomatizoval. Byť tato automatizace není nikde kodifikována, automatické střídání je pouze nepsaným pravidlem. Stejně nepsané je postavení místopředsedy (viceprezidenta). Jediné zákonné ustanovení v této věci se nachází v článku 176 švýcarské ústavy, kde se píše jen to, že prezident nemůže být po uplynutí jednoho roku zvolen ani jako prezident, ani jako viceprezident pro následující rok. Jeden člověk se ale může stát prezidentem vícekrát a mnohokrát se tak již stalo. Jedinou otázkou ve volbách, která přináší určité napětí, je kolik hlasů dostane osoba, která má být zvolena. To je považováno za jakýsi test popularity a respektu. V 70. a 80. letech 20. století bylo považováno za vynikající výsledek 200 hlasů (z 246 možných), avšak ve 21. století, kdy se i švýcarský politický systém stal méně konsenzualistickým, je za hranici vysoké úcty považováno 180 hlasů. Do roku 1920 bylo zvykem, že úřadující prezident vedl také ministerstvo zahraničních věcí. Stejně tak bylo tradiční, že prezident během roku v úřadu neopustil Švýcarsko, což zesilovalo tradiční švýcarský izolacionismus. Tato pravidla byla ale již opuštěna. Prezident sídlí ve Spolkovém paláci (Bundeshaus, Palais fédéral) v Bernu.